# Revolution Revolución
Revolution Revolución è il primo album in studio del gruppo musicale statunitense Ill Niño, pubblicato il 18 settembre 2001 dalla Roadrunner Records.
Lo stile musicale del disco è un ibrido di metal, musica latina e rap.

## Tracce
1. God Save Us – 3:39
2. If You Still Hate Me – 2:55
3. Unreal – 3:33
4. Nothing's Clear – 3:22
5. What Comes Around – 3:46
6. Liar – 3:32
7. Rumba – 3:35
8. Predisposed – 4:14
9. I Am loco – 3:31
10. No Murder – 3:21
11. Rip Out Your Eyes – 2:49
12. Revolution/Revolución – 3:31
13. With You – 3:56

### Ristampa
L'album fu ristampato il 22 ottobre 2002, con le seguenti tracce bonus:
1. Fallen – 3:38
2. Eye for an Eye (Live) – 4:02 – cover dei Soulfly
3. God Save Us (Live) – 3:55
4. What Comes Around (Spanish Version) – 3:46
5. Unreal (Spanish Version) – 3:33

## Formazione
- Cristian Machado - voce
- Marc Rizzo - chitarra
- Jardel Paisante - chitarra
- Lazaro Pina - basso
- Dave Chavarri - batteria
- Roger Vasquez - percussioni